# آنجلی نایار
آنجلی نایار (انگلیسی: Anjali Nayar؛  – ) روزنامه‌نگار اهل کانادا بود.

## افتخارات
وی همچنین برندهٔ جوایزی همچون برنامه فولبرایت شده‌است.